# Wachau (Saxònia)
Wachau (alt sòrab: Wachow) és un municipi alemany que pertany a l'estat de Saxònia. Comprèn els llogarets de Feldschlößchen, Leppersdorf, Lomnitz, Seifersdorf i Wachau. Limita amb Lichtenberg (Lusàcia) i Radeberg.

## Evolució demogràfica
| - 1990: 3686 - 1994: 3901 - 1998: 4547 | - 1999: 4619 - 2001: 4656 - 2006: 4511 | - 2007: 4515 |